# Маньковка (Бершадский район)
Манько́вка (укр. Маньківка, пол. Mańkówka) — село на Украине, находится в Бершадском районе Винницкой области.
Код КОАТУУ — 0520483003. Население по переписи 2001 года составляет 1567 человек. Почтовый индекс — 24422. Телефонный код — 4352.
Занимает площадь 31,1 км².

## Адрес местного совета
24422, Винницкая область, Бершадский р-н, с. Маньковка, ул. Шевченка, 2а

## Известные жители и уроженцы
- Химич, Василий Петрович (род. 1930) — Герой Социалистического Труда.
- Зуб, Юрий Леонидович (1947—2016) — украинский ученый в области физической химии и химии поверхности, д.х.н. (2010), профессор (2012).